# Теорема Адамара про три кола
у комплексному аналізі, теорема Адамара про три кола — це твердження про поведінку голоморфних функцій.
Нехай {\displaystyle f(z)} буде голоморфною функцією на кільці
{\displaystyle r_{1}\leq \left|z\right|\leq r_{3}.}
Нехай {\displaystyle M(r)} буде максимумом {\displaystyle |f(z)|} на колі {\displaystyle |z|=r.} Тоді, {\displaystyle \log M(r)} — це опукла функція логарифма {\displaystyle \log(r).} Більше того, якщо {\displaystyle f(z)} не у формі {\displaystyle cz^{\lambda }} для деяких сталих {\displaystyle \lambda } і {\displaystyle c}, тоді {\displaystyle \log M(r)} є строго опуклою як функція від {\displaystyle \log(r).}
Висновок теореми можна перефразувати як 
{\displaystyle \log \left({\frac {r_{3}}{r_{1}}}\right)\log M(r_{2})\leq \log \left({\frac {r_{3}}{r_{2}}}\right)\log M(r_{1})+\log \left({\frac {r_{2}}{r_{1}}}\right)\log M(r_{3})}
для будь-яких трьох концентричних кіл радіусів {\displaystyle r_{1}<r_{2}<r_{3}.}
Теорема є наслідком теореми Адамара про три прямі. Справді, якщо позначити {\displaystyle g(z)=f(e^{z})} то {\displaystyle g(z)} задовольняє умови теореми Адамара про три прямі на області {\displaystyle \{z=x+iy\ |\ \log r_{1}<x<\log r_{1}\}.} Відповідно, якщо позначити {\displaystyle m:x\mapsto \sup _{y}|g(x+iy)|,} то {\displaystyle M(r)=m(\log r).} Згідно теореми Адамара про три прямі {\displaystyle \ln(m(\log r))} є опуклою функцією і те саме є справедливим для {\displaystyle \log M,} як функції {\displaystyle \log r.}